# Lijst van voetbalinterlands Burkina Faso - Centraal-Afrikaanse Republiek
Deze lijst van voetbalinterlands is een overzicht van alle officiële voetbalwedstrijden tussen de nationale teams van Burkina Faso en de Centraal-Afrikaanse Republiek. De landen hebben tot op heden vijf keer tegen elkaar gespeeld. De eerste ontmoeting was een kwalificatiewedstrijd voor de Afrika Cup 2004 op 12 oktober 2002 in Ouagadougou. Het laatste duel, een groepswedstrijd tijdens het African Championship of Nations 2024, werd gespeeld in Dar es Salaam (Tanzania) op 6 augustus 2025.

## Wedstrijden
| № | Plaats        | Datum            | Competitie                           | Wedstrijd                         | Uitslag |
| - | ------------- | ---------------- | ------------------------------------ | --------------------------------- | ------- |
| 1 | Ouagadougou   | 12 oktober 2002  | Afrika Cup 2004 kwalificatie         | Burkina Faso − Centr.-Afrik. Rep. | 2 − 1   |
| 2 | Bangui        | 6 juli 2003      | Afrika Cup 2004 kwalificatie         | Centr.-Afrik. Rep. − Burkina Faso | 0 − 3   |
| 3 | Bangui        | 8 september 2012 | Afrika Cup 2013 kwalificatie         | Centr.-Afrik. Rep. − Burkina Faso | 1 − 0   |
| 4 | Ouagadougou   | 14 oktober 2012  | Afrika Cup 2013 kwalificatie         | Burkina Faso − Centr.-Afrik. Rep. | 3 − 1   |
| 5 | Dar es Salaam | 6 augustus 2025  | African Championship of Nations 2024 | Burkina Faso − Centr.-Afrik. Rep. | 4 − 2   |

## Samenvatting
| Competitie                      | Totaal gespeeld | Winst Burkina Faso | Gelijk | Winst Centr.-Afrik. Rep. | Doelsaldo Burkina Faso – Centr.-Afrik. Rep. |
| ------------------------------- | --------------- | ------------------ | ------ | ------------------------ | ------------------------------------------- |
| Afrika Cup-kwalificatie         | 4               | 3                  | 0      | 1                        | 8 − 3                                       |
| African Championship of Nations | 1               | 1                  | 0      | 0                        | 4 − 2                                       |
| Totaal                          | 5               | 4                  | 0      | 1                        | 12 − 5                                      |

Wedstrijden bepaald door strafschoppen worden, in lijn met de FIFA, als een gelijkspel gerekend.
FBF · A-internationals · Olympisch elftal · Burkinees vrouwenelftal
1960 – 1969 · 
1970 – 1979 · 
1980 – 1989 · 
1990 – 1999 · 
2000 – 2009 · 
2010 – 2019 ·
2020 − 2029
Algerije ·
Angola ·
Bahrein ·
België ·
Benin ·
Botswana ·
Burundi ·
Centraal-Afrikaanse Republiek ·
Chili ·
Comoren ·
Congo-Brazzaville ·
Congo-Kinshasa ·
Djibouti ·
Egypte ·
Equatoriaal-Guinea ·
Ethiopië ·
Gabon ·
Gambia ·
Ghana ·
Guinee ·
Guinee-Bissau ·
Iran ·
Ivoorkust ·
Kaapverdië ·
Kameroen ·
Kazachstan ·
Kenia ·
Kosovo · 
Lesotho ·
Liberia ·
Libië ·
Madagaskar ·
Malawi ·
Mali ·
Marokko ·
Mauritanië ·
Mozambique ·
Namibië ·
Niger ·
Nigeria ·
Noord-Korea ·
Oeganda ·
Oezbekistan ·
Oman ·
Qatar ·
Senegal ·
Seychellen ·
Sierra Leone ·
Soedan ·
Swaziland ·
Tanzania ·
Togo ·
Tunesië ·
Zambia ·
Zimbabwe ·
Zuid-Afrika ·
Zuid-Korea ·
Zuid-Soedan
Nigeria (2013)
FCF · A-internationals · 
Centraal-Afrikaans vrouwenelftal
1960 – 1969 ·
1970 – 1979 ·
1980 – 1989 ·
1990 – 1999 ·
2000 – 2009 ·
2010 – 2019 ·
2020 − 2029
Algerije ·
Angola ·
Bhutan ·
Botswana ·
Burkina Faso ·
Burundi ·
Comoren ·
Congo-Brazzaville ·
Congo-Kinshasa ·
Egypte ·
Equatoriaal-Guinea ·
Ethiopië ·
Gabon ·
Gambia ·
Ghana ·
Guinee ·
Guinee-Bissau ·
Ivoorkust ·
Kaapverdië ·
Kameroen ·
Kenia ·
Lesotho ·
Liberia ·
Libië ·
Madagaskar ·
Mali ·
Malta ·
Marokko ·
Mauritanië ·
Mozambique ·
Nigeria ·
Oeganda ·
Papoea-Nieuw-Guinea ·
Rwanda ·
Sao Tomé en Principe ·
Senegal ·
Soedan ·
Tanzania ·
Togo ·
Tsjaad ·
Tunesië ·
Zimbabwe ·
Zuid-Afrika